# Heteracris theodori
Heteracris theodori är en insektsart som först beskrevs av Boris Petrovich Uvarov 1929.  Heteracris theodori ingår i släktet Heteracris och familjen gräshoppor. Inga underarter finns listade i Catalogue of Life.